# Maciej Wróbel (motocyklista)
Maciej Wróbel (ur. 15 lutego 1972) – polski motocyklista, zwycięzca Sześciodniówki Motocyklowej (1993 - drużynowo), medalista mistrzostw świata w enduro, trener.

## Życiorys
Był zawodnikiem BKM Bielsko-Biała.
W 1992 został wicemistrzem świata enduro w kategorii 80 cm³. Był członkiem reprezentacji Polski, która w 1993 zwyciężyła w International Six Days Enduro (Sześciodniówce Motocyklowej).
Był jednym z założycieli i następnie prezesem Cieszyńskiego Klubu Motorowego. Jest trenerem reprezentacji Polski w enduro.